# يان ستيوارت (لاعب كرة قدم)
يان ستيوارت (بالإنجليزية: Ian Stewart)‏ (1 يناير 1940 - ) هو مدرب كرة قدم ولاعب كرة قدم بريطاني في مركز جناح. لعب مع دندي يونايتد ونادي بريتشين سيتي ونادي مونتروز لكرة القدم ونادي اربوراث وفورفار أثلتيك ‏.